# Nina Simone and Her Friends
Albums de Nina Simone
Jazz As Played in an Exclusive Side Street Club
(1959) The Amazing Nina Simone
(1959)
Nina Simone and Her Friends est un album de la chanteuse et pianiste de jazz Nina Simone paru en 1959 pour le label Bethlehem Records.
La pochette d'origine figure Nina Simone à Central Park. 

## Titres
Après février 1959, le label Bethlehem fait paraître l'album Nina Simone and Her Friends sans prévenir la musicienne,, et à quelques semaines seulement de la sortie de The Amazing Nina Simone, le premier album de Simone signé avec un nouveau label, Colpix. L'album Nina Simone and Her Friends contient plusieurs titres issus de la séance d'enregistrement de son premier album Little Girl Blue tenue en décembre 1957, dont trois inédits, et qui ne devaient pas figurer sur l'album. Le morceau African Mail Man est la seule composition originale ici de l'artiste. Curieusement, la seconde partie du disque contient quatre titres interprétés par la chanteuse Carmen McRae et quatre autres morceaux interprétés par la chanteuse de jazz Chris Connor. Le critique musical David Brun-Lambert indique que le titre de l'album est en conséquence « quelque peu ironique dans le sens où ils avaient si peu de chose en commun ». Nina Simone découvrira par hasard l'existence de l'album dans la vitrine d'un magasin situé dans le quartier de Greenwich Village, une situation qui se reproduira à plusieurs reprises au cours de sa carrière,.
| N°     | Titre                                 | Interprète   | Compositeur                                  | Durée |
| ------ | ------------------------------------- | ------------ | -------------------------------------------- | ----- |
| Face 1 |                                       |              |                                              |       |
| 1.     | He's Got The Whole World In His Hands | Nina Simone  | Traditionnel                                 | 3:11  |
| 2.     | Cottage For Sale                      | Chris Connor |                                              | 2:36  |
| 3.     | Old Devil Moon                        | Carmen McRae |                                              | 2:37  |
| 4.     | I Loves You, Porgy                    | Nina Simone  | George Gershwin                              | 4:09  |
| 5.     | Try a Little Tenderness               | Chris Connor | Jimmy Campbell, Reg Connelly, Harry M. Woods | 3:02  |
| 6.     | You Made Me Care                      | Carmen McRae |                                              | 2:09  |
| Face 2 |                                       |              |                                              |       |
| 7.     | For All We Know                       | Nina Simone  | John Frederick Coots, Sam M. Lewis           | 4:00  |
| 8.     | What Is There To Say                  | Chris Connor |                                              | 2:53  |
| 9.     | Too Much In Love To Care              | Carmen McRae |                                              | 2:19  |
| 10.    | African Mailman                       | Nina Simone  | Nina Simone                                  | 3:08  |
| 11.    | Good Bye                              | Chris Connor |                                              | 2:34  |
| 12.    | Last Time For Love                    | Carmen McRae |                                              | 3:05  |

## Enregistrements
Les titres sont enregistrés lors de la première séance d'enregistrement studio de Simone, à New York en 1957.
| Musicien     | Instrument   |  | Équipe technique |             |
| ------------ | ------------ |  | ---------------- | ----------- |
| Nina Simone  | piano, chant |  | David Nathan     | producteur  |
| Jimmy Bond   | contrebasse  |  | Nina Simone      | arrangement |
| Albert Heath | batterie     |  |                  |             |